# Tigre malai
El tigre malai (Panthera tigris jacksoni) és una de les sis subespècies vivents de tigre. Antigament es creia que els tigres malais eren una simple població més de tigre indoxinès, però recentment s'ha descobert que formen una subespècie pròpia. Són igual de grans que els tigres indoxinesos, amb una llargada d'aproximadament 2,8 m i un pes de més o menys 180 kg. Com ho diu el seu nom, viuen a Malàisia, més concretament a la seva part meridional. El 2005 només en quedaven uns 500 exemplars.